# Donaldson Sackey
 (septembre 2023).
Pour les articles homonymes, voir Sackey.
Donaldson Nukunu Sackey (né le 30 septembre 1988) est un entrepreneur, créateur de mode, architecte et ancien footballeur international togolais.  

## Biographie
Né à Lomé, au Togo et élevé en Allemagne, Sackey possède également la nationalité allemande.

### Carrière de football
Sackey a passé son début de carrière en Allemagne, en Espagne et aux Pays-Bas, jouant pour le Hertha BSC, le Tennis Borussia Berlin, Compostela, le TOP Oss et OststeinbekerSV,,. Après avoir joué pour le club anglais Forest Green Rovers, il a signé pour Stockport Sports en août 2012,, avant de rejoindre Cray Wanderers en avril 2013. Il fait ses débuts en 2011 dans l'équipe nationale du Togo en tant qu'attaquant.

### Carrière de mode
Sackey a commencé comme mannequin pour diverses marques et a été élu Top Model de l'année en 2013 par le magazine Fashion Odds. Il crée ensuite la marque de mode CPxArt avec son partenaire Sainey Sidibeh. Leur travail inclut le « Wu Wear » pour le groupe hip hop Wu-Tang Clan,.

## Éducation
Sackey a terminé son cours d'architecture à la Harvard Graduate School of Design en 2018.